# 生产、销售有毒、有害食品罪
生产、销售有毒、有害食品罪是中华人民共和国刑法规定的的一项罪名，其刑罚最高可达死刑。

## 司法解释
根据《中华人民共和国刑法》第144条，在生产、销售的食品中掺入有毒、有害的非食品原料的，或者销售明知掺有有毒、有害的非食品原料的食品的，处五年以下有期徒刑，并处罚金；对人体健康造成严重危害或者有其他严重情节的，处五年以上十年以下有期徒刑，并处罚金；致人死亡或者有其他特别严重情节的，处十年以上有期徒刑、无期徒刑或者死刑，并处罚金或者没收财产。

## 案例
2008年中国奶制品污染事件之耿金平、耿金珠生产、销售有毒、有害食品案
2007年10月至2008年8月，耿金平在明知三聚氰胺为非食品原料、不能供人食用的情况下，将含有三聚氰胺的混合物约434公斤添加到其收购的90余万公斤原奶中，销售到原三鹿集团等处，销售金额达到280余万元，造成多名婴幼儿死亡。被河北省石家庄市中级法院判处死刑，剥夺政治权利终身，并于2009年11月24日被执行死刑。